# Loi de Walras
Pour les articles homonymes, voir Walras.
En économie, la loi de Walras est ainsi nommé d'après l'économiste Léon Walras. Le concept a d'abord été énoncé mais de façon moins mathématiquement rigoureuse par John Stuart Mill dans ses Essays on Some Unsettled Questions of Political Economy (1844). Walras a remarqué que mathématiquement si on considère un marché particulier, si tous les autres sont en équilibre, alors ce marché doit être en équilibre. Le nom "Loi de Walras" lui a été donnée par Oskar Lange pour la distinguer de la loi de Say. Quelques économistes théoriciens  utilisent aussi le terme pour exprimer une proposition plus faible qui veut que le total de la valeur de demande en excès ne puisse excéder le total de l'excès d'offre. La loi de Walras est un point central de la théorie de l'équilibre général.

## Énoncé et corollaire
Elle peut se formuler de la façon suivante :
Loi de Walras — Sur l'ensemble des marchés, la somme des demandes nettes  est égale à zéro.
On se sert souvent d'une conséquence de la loi de Walras :
Corollaire de la loi de Walras — Dans une économie à N marchés, si N-1 marchés sont en équilibre, alors le N-ième marché est également en équilibre.
Autrement dit, si un marché n'est pas équilibré, alors il y a au moins un autre marché qui n'est pas en équilibre.

## Démonstration formelle
Soit une économie d'échange avec {\displaystyle n} agents et {\displaystyle k} biens divisible.
Chaque agent {\displaystyle i}, si {\displaystyle E_{i}} est leur vecteur de revenu initial et {\displaystyle x_{i}} leur fonction de demande marshallienne c'est-à-dire que le vecteur de demande est fonction du prix et du revenu.
Soit un vecteur de prix {\displaystyle p}, le revenu du consommateur  {\displaystyle i} est {\displaystyle p\cdot E_{i}} d'où leur vecteur de demande est  {\displaystyle x_{i}(p,p\cdot E_{i})}.
L'excès de demande est le vecteur :
{\displaystyle z(p)=\sum _{i=1}^{n}(x_{i}(p,p\cdot E_{i})-E_{i})}
La loi de Walras peut être établie ainsi :
{\displaystyle p\cdot z(p)=0}
Preuve : par définition l'excès de demande est 
{\displaystyle p\cdot z(p)=\sum _{i=1}^{n}(p\cdot x_{i}(p,p\cdot E_{i})-p\cdot E_{i})}
La fonction marshallienne de demande est un  {\displaystyle x} qui maximise l'utilité de l'agent sous contrainte budgétaire qui est ici :
{\displaystyle p\cdot x=p\cdot E_{i}}
Aussi comme tous les termes de la somme sont nuls, la somme elle-même est nulle.:317–318